# Rhizodus
Rhizodus ist eine ausgestorbene Gattung der Fleischflosser aus der Ordnung der Rhizodontia innerhalb der Tetrapodomorpha. Es handelte sich um einen großen Raubfisch, welcher während des Karbons lebte. Die einzige Art der monotypischen Gattung, R. hibberti, wurde im Jahr 1840 von Richard Owen benannt. Fossilien der Gattung wurden in Schottland im heutigen Europa gefunden.

## Merkmale
Rhizodus ist durch Zähne, Schuppen, Unterkiefer, Halsplatten und Schultergürtel fossil überliefert. Mit einer Länge von bis zu 6 Metern handelt es sich bei Rhizodus hibberti um den längsten bekannten Knochenfisch, der jemals im Süßwasser gelebt hat. Zähne, welcher der Gattung Rhizodus zugeordnet wurden, wurden oftmals als Einzelstücke gefunden. Sie brachen in den meisten Fällen vom Kieferknochen ab. Die Zähne weisen eine doppelte Schneide und eine gefaltete Basis auf. Rhizodus weist eine einzigartig gebaute Bauchflosse auf. Sie besteht bei R. hibberti aus einem Oberschenkelknochen, welcher distal eine Artikulation mit 3 Knochen aufweist. Dieses Muster unterscheidet sich grundsätzlich von jenem, welches alle Tetrapoden einschließlich deren ausgestorbene, noch den Fischen ähnelnde Vertreter haben, was eine frühe Stufe der Gliedmaßenentwicklung zeigt. Fossile Hautabdrücke zeigen, dass Rhizodus über große, plattenartige Schuppen verfügte.

## Alterszuordnung
Funde, die sich mit einiger Sicherheit der Gattung Rhizodus zuordnen lassen, stammen aus dem Viséum. Einzelfunde postkranialer Skelettelemente aus dem Tournaisium von Burnmouth weisen Ähnlichkeiten auf, lassen sich jedoch nicht gesichert der Gattung zuordnen.

## Ernährungsweise
Es wird angenommen, dass Rhizodus sich von Amphibien und kleineren Fischen ernährte. Allerdings wurde auch vermutet, dass Rhizodus sich auf Flussbänke und -Ufer begeben konnte, um landlebende Tiere zu erbeuten, ähnlich wie heutige Krokodile. Vermutlich handelte es sich bei Rhizodus um einen Apexprädator, welche die Sümpfe und Flusssysteme während des gesamten Karbons bewohnte und seine Beute mit seinen großen Zähne in kleinere Stücke reißen konnte.

## Systematik
Rhizodus gehört zur Familie der Rhizodontidae, einer Familie großer Raubfische,  welcher ihrerseits der Ordnung der Rhizodontia angehören. Diese wiederum gehören zu den  Tetrapodomorpha. Somit ist Rhizodus mit den Tetrapoda (Landwirbeltiere) verwandt. Die Tetrapodomorpha gehören wiederum zu den Fleischflossern (Sarcopterygii).